# Estadio Helmántico
El Estadio Helmántico es un estadio de fútbol ubicado en Villares de la Reina, a tres kilómetros de Salamanca. Fue inaugurado el 8 de abril de 1970 y su aforo actual es de 17 341 espectadores.
La entidad responsable de su construcción y su equipo titular fue la Unión Deportiva Salamanca hasta su disolución en 2013. En la actualidad, tras la liquidación de los bienes la Unión Deportiva Salamanca SAD y su posterior adquisición en subasta por la sociedad mercantil Desarrollos Empresariales Deportivos, SL, esta cede el uso del estadio al Salamanca CF UDS, que milita en Segunda División RFEF.

## Historia

### Construcción
- El Estadio y la Ciudad Deportiva anexa se construyeron debido al crecimiento de la Unión Deportiva Salamanca. Don Augusto Pimenta de Almeida, presidente del club, de origen portugués, fue el que encargó la construcción de estas nuevas instalaciones. Los arquitectos de la obra fueron Antonio García Lozano y Fernando Población del Castillo. El aparejador fue Vicente del Río.

- En 1966, los terrenos del anterior estadio, el Campo del Calvario, son considerados como edificables, y el 21 de octubre, la empresa burgalesa Merino y Prieto muestra su interés por los terrenos. Se venden 3000 metros cuadrados a 1400 pesetas (8,41 €) el metro. La operación asciende a 4 200 000 pesetas (25.242,5 € aproximadamente) y en ellos se construye la nueva estación de autobuses de la ciudad, aún operativa.

- El 28 de diciembre de 1968: ante las dificultades para disponer de los terrenos de las Salas Bajas, la Junta Directiva adquiere el derecho de compra de los terrenos del Prado Panaderos. Unos 50 000 metros cuadrados en el término municipal de Villares de la Reina. De la misma forma, el día 30 de diciembre, se adquiere otra opción de compra sobre 110 000 m² colindantes a la anterior propiedad.

- El 26 de febrero de 1969: Asamblea Extraordinaria para ratificar la opción de compra sobre dichos terrenos.

- Mayo de 1969: Formalización oficial de las escrituras de esos terrenos. La UDS es propietaria de 160 000 metros cuadrados con un coste total de 6 652 799 pesetas (39984.12 € aproximadamente). En este mismo mes se intensifican los contactos con los arquitectos Fernando Población del Castillo y Antonio García Lozano, para acelerar los proyectos de las instalaciones. La subasta de las obras queda desierta y es al final la empresa Gil Cacho quien se queda con las obras del futuro estadio.

- A finales de 1969 dan comienzo las obras de construcción del estadio.

### Inauguración
- El 8 de abril de 1970 se inauguró la Ciudad Deportiva de la Unión Deportiva Salamanca, y dentro de la misma, un estadio más grande y de mayor categoría que el viejo Campo del Calvario. El obispo de la diócesis de Salamanca, Mauro Rubio, se encargó de bendecir a las 18:00 horas las instalaciones. Juan Antonio Samaranch, delegado nacional de Deportes, descubrió la placa conmemorativa en nombre del gobierno e impuso a Augusto Pimenta de Almeida la medalla de plata al mérito deportivo.
- El partido inaugural del estadio fue a las 20:00 entre la Unión Deportiva Salamanca y el Sporting Clube de Portugal. El partido acabó con empate a cero. El árbitro encargado de dirigir el encuentro fue César Santos López, de Salamanca. Los precios de las entradas fueron 75 pesetas para socios y 150 pesetas para los no socios.
- Las alineaciones que dispusieron ambos equipos fueron las siguientes:
  - Unión Deportiva Salamanca: Carlos; Simonet, Huerta, José Manuel; Manolo, Cachicha; Sancho, Eloy, Miguel, Fermín y Jiménez.
  - Sporting Clube de Portugal: Damas; Pedro Gomes, José Carlos, Hilario; Gonçalves, Caló; José Juan, Nelson, Marinho, Peres y Dinis.

### Años 1970
- El primer gol marcado en el Estadio Helmántico lo hizo Calero, el día 26 de abril de 1970, al Real Valladolid. El partido lo ganó la UDS por 2-1.
- Durante 1971, el día 5 de mayo, se produce el primer encuentro internacional que acoge el estadio. Fue un partido clasificatorio para la Olimpiada de Múnich, y se enfrentaron las selecciones de España y Turquía. Ganaron 3-0 los españoles con goles de Manolín Cuesta (2) y Santillana. A pesar del alto precio de las entradas, el Helmántico casi se llenó.
- El 14 de enero de 1975 un fuerte vendaval de 110 km/h se llevó la cubierta del fondo norte dos días después de un partido contra el Betis. Se vinieron abajo tres vigas de 3000 kg cada una y 30 transversales.
- Durante la temporada 1976-1977 se separa mediante vallas metálicas las distintas zonas del graderío.
- El 11 de diciembre de 1978, dos días antes del encuentro internacional entre España y Chipre, el viento, por segunda vez, se lleva parte de la cubierta del estadio. Las rachas de viento cercanas a los 100 km/h arrancaron de cuajo una viga maestra de 3000 kg, focos, altavoces y el techo metálico de uno de los fondos, entre otros elementos. Los daños se estimaron en unos 25 millones de pesetas (unos 150 253 €). Todo esto no impidió la celebración del encuentro y, aunque se tuvieron que retirar 4500 localidades del fondo norte por seguridad, se vendieron más del 75% de las entradas y el campo presentaba un ambiente excepcional con unos 18 000 espectadores en la grada, que dejaron una recaudación de cuatro millones de pesetas (24.040,5 €). El partido acabó con 5-0 a favor del conjunto español.
- En 1979, el 12 de febrero, la cubierta de la zona de preferencia sufre un nuevo incidente como consecuencia del viento. Tras este acontecimiento se decide ampliar esa zona de la grada, añadiendo 9 filas en su parte superior.

### Años 1980
- Ante la posibilidad de televisar partidos, durante la temporada 82-83, se construyen las torres de iluminación.
- El día 24 de diciembre de 1982 se produjo la primera clausura del Helmántico. La Unión Deportiva Salamanca cumpliría esa sanción en Cáceres, ante el Barcelona Atlético en un partido de Copa.
- El 1 de junio de 1988 la selección española a manos de Miguel Muñoz hace la última prueba antes de la Eurocopa de fútbol 1988 frente a Suecia. El partido acabó 1-3 a favor de los suecos. El partido también se encontraba dentro de los actos de homenaje por parte de la Federación Española de Fútbol al salmantino Miguel Hernández, vicepresidente de la Federación de Fútbol Castellano Leonesa.

### Años 1990
- Durante la temporada 1998-1999 es demolido el velódromo y se construyen dos campos de hierba, uno de ellos de hierba artificial. También es construido gimnasio debajo del fondo sur y un edificio con vestuarios para las secciones inferiores. También son instalados en el estadio dos videomarcadores de última generación en ambos fondos. Fueron estrenados con un gol de Martín Cardetti al Real Valladolid.

### Años 2000
- El 26 de marzo de 2005, la selección de fútbol de España se enfrentó en partido amistoso a China y se impuso por 3-0 con goles de Fernando Torres, Xavi y Joaquín.
- Se construye una Boutique en la parte de Fondo Norte al lado de las taquillas.

### Años 2010
- El 8 de octubre de 2010, la selección española juega contra Lituania su primer partido en España tras convertirse en Campeona del Mundo. El partido es de carácter oficial, siendo de Clasificación para la Eurocopa 2012. A su vez, se trata de un homenaje al seleccionador, Vicente del Bosque. El partido acabó con el resultado de 3-1 a favor del conjunto español, con dos goles de Fernando Llorente y uno de David Silva por parte de los locales, y otro de Darvydas Šernas por parte de los visitantes.
- El 19 de mayo de 2013 se juega el último partido de la Unión Deportiva Salamanca en el Helmántico contra el CD Tenerife. La UDS pierde sus opciones de entrar en la Copa del Rey 2013-14 tras no pasar del empate a 2.
- Tras la disolución de la UD Salamanca, el estadio se subasta por el Juzgado de lo Mercantil de Salamanca. El grupo de origen mexicano Desarrollos Empresariales Deportivos SL lo adquiere para ceder su uso al Salamanca CF UDS, club controlado por la propia entidad empresarial azteca.
- El miércoles 30 de noviembre se disputa un partido de Copa del Rey entre el CD Guijuelo y el Atlético de Madrid a petición del primero por las dificultades que entrañaba albergar un partido de tal magnitud en su propio estadio (de capacidad más reducida). Volvía el fútbol profesional por una noche al Helmántico tras más de tres años, agotándose prácticamente todas las localidades.
- El domingo 30 de septiembre de 2018 se juega el primer encuentro oficial de Fútbol Femenino que enfrentó, en partido de la Segunda División Nacional femenina al CD Salamanca FF y el Atlético de Madrid B. Las locales se impusieron por 4-1 y la alineación inicial del CD Salamanca FF estuvo compuesta por: Laura Benito, Crispi, Rony, Marina Montes, Celia, Bea, Marina Portillo, Andrea Guerra, Paula Manso, Carmen y Laura Rodríguez. Carmen con tres tantos y Andrea Guerra marcaron para el CD Salamanca FF, mientras que Noelia lo hizo para el At. Madrid.[2]

### Años 2020
- Del 5 al 9 de febrero se disputó en el Helmántico la fase final de la Supercopa de España de Fútbol Femenino 2020, en formato de semifinales y final, entre la Real Sociedad de Fútbol, Fútbol Club Barcelona, Club Atlético de Madrid y Levante Unión Deportiva. En la final se impuso el Fútbol Club Barcelona frente a la Real Sociedad de Fútbol por un marcador de 10 a 1.

## Logotipo
Durante el transcurso de la temporada 2016-2017, el Salamanca CF UDS expresa su deseo de plantear una imagen que identifique al estadio como marca. Dicho logotipo comienza a ser utilizado en la web oficial del club en marzo de 2017.

## Pistas del Helmántico

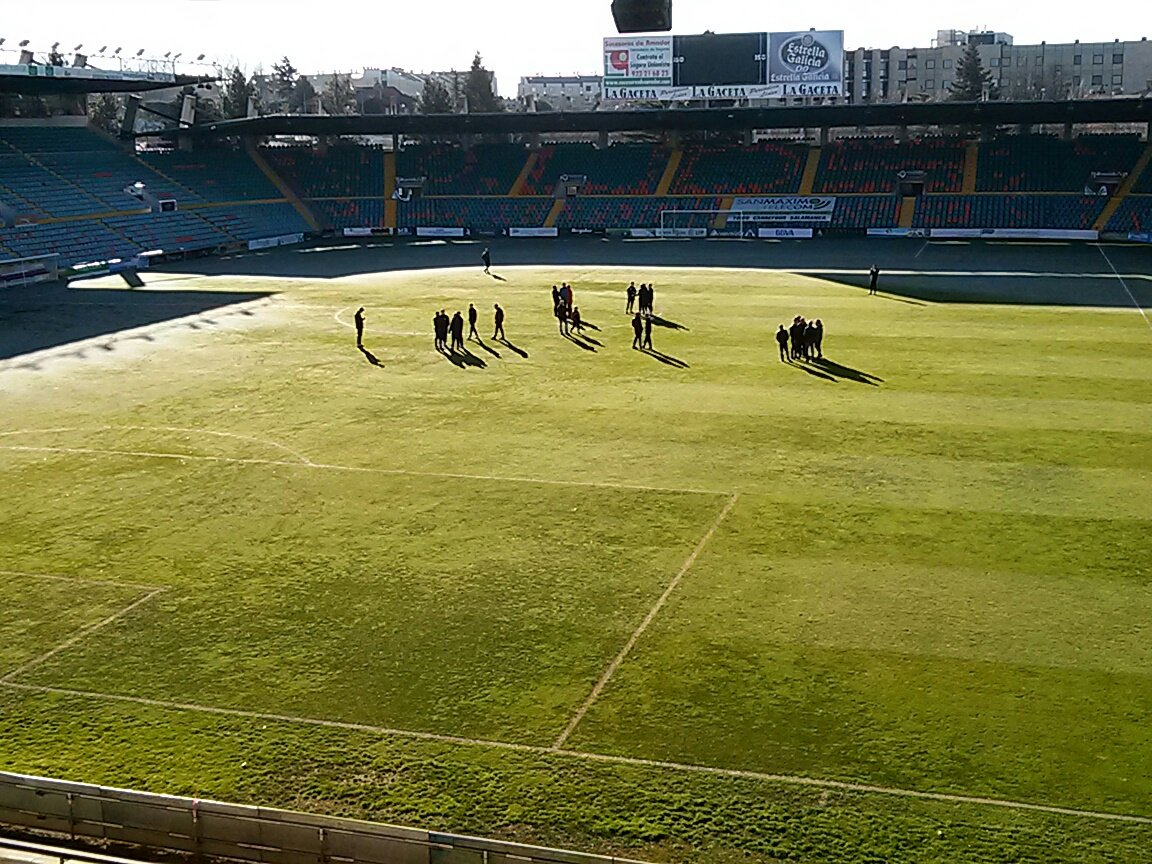
Estadio Helmántico

Al lado sur del Helmántico se encuentra otro estadio con pistas de atletismo donde normalmente entrenaba el equipo de la UD Salamanca, y el cual ha albergado Campeonatos Internacionales de Atletismo. Oficialmente se llama Javier Sotomayor, en honor al atleta cubano que en dos ocasiones consiguió la plusmarca mundial en salto de altura en dichas pistas. El último de ellos, 2'45 m, logrado el 27 de julio de 1993, sigue siendo el récord del mundo en la actualidad. No obstante, popularmente son conocidas como Pistas del Helmántico o simplemente Las Pistas.
A diferencia del estadio principal, este es propiedad del Ayuntamiento de Salamanca tras una venta que le hizo la UD Salamanca hace décadas. Por ello no se ha visto afectado por el proceso de liquidación de la UD Salamanca. En su campo de fútbol se realizan habitualmente entrenamientos para competiciones deportivas de muy diversas disciplinas. Antiguamente, el recinto albergó, entre otros, los partidos de Unionistas de Salamanca C.F desde su ascenso a Regional hasta el final de su segunda temporada en Segunda División B.
Actualmente juega allí sus partidos como local el filial del Salamanca CF UDS.

## Partidos internacionales

### Selección española
La selección española ha disputado cuatro encuentros en Salamanca, dos amistosos y dos de competición oficial.
| 13 de diciembre de 1978                                  | España                                                                | 5-0 (2-0) | Chipre | Estadio Helmántico, Salamanca                                   |                                                                 |
|                                                          | Asensi 8' del Bosque 10' Santillana 52' Rubén Cano 66' Santillana 77' |           |        | Asistencia: 17.500 espectadores Árbitro(s): Paul Bonnet (Malta) | Asistencia: 17.500 espectadores Árbitro(s): Paul Bonnet (Malta) |
| Partido correspondiente a la previa de la Eurocopa 1980. |                                                                       |           |        |                                                                 |                                                                 |

| 1 de junio de 1988 | España         | 1-3 (1-2) | Suecia                                 | Estadio Helmántico, Salamanca                                        |                                                                      |
|                    | Butragueño 14' |           | J. Nilsson 23' Hysén 43' Magnusson 49' | Asistencia: 17.341 espectadores Árbitro(s): Joe Worrall (Inglaterra) | Asistencia: 17.341 espectadores Árbitro(s): Joe Worrall (Inglaterra) |
| Partido amistoso   |                |           |                                        |                                                                      |                                                                      |

| 26 de marzo de 2005 | España                                         | 3-0 (2-0) | China | Estadio Helmántico, Salamanca                                                         |                                                                                       |
|                     | Fernando Torres (pen.) 2' Xavi 31' Joaquín 52' |           |       | Asistencia: 17.341 espectadores Árbitro(s): Lucilio Cardoso Cortez Batista (Portugal) | Asistencia: 17.341 espectadores Árbitro(s): Lucilio Cardoso Cortez Batista (Portugal) |
| Partido amistoso    |                                                |           |       |                                                                                       |                                                                                       |

| 8 de octubre de 2010                                     | España                                                | 3-1 (0-0) | Lituania   | Estadio Helmántico, Salamanca                                        |                                                                      |
|                                                          | Fernando Llorente 47' Fernando Llorente 56' Silva 79' |           | Sernas 54' | Asistencia: 17.000 espectadores Árbitro(s): Gianluca Rocchi (Italia) | Asistencia: 17.000 espectadores Árbitro(s): Gianluca Rocchi (Italia) |
| Partido correspondiente a la previa de la Eurocopa 2012. |                                                       |           |            |                                                                      |                                                                      |